# Pyrgocythara densestriata
Pyrgocythara densestriata é uma espécie de gastrópode do gênero Pyrgocythara, pertencente a família Mangeliidae.